# Igelkottskaktus
Igelkottskaktus (Echinocactus platyacanthus) är en suckulent växt inom släktet Echinocactus och familjen kaktusar. Igelkottskaktus är klotformad eller cylindrisk, växer ensam eller tuvbildande. Den har mycket framträdande åsar och en mycket kraftig epidermis vilken gör det möjligt för dem att tåla ökensolen.
Stora areoler sitter utmed åsarna, och de nyare åsarna i mitten är oftast mycket ulliga. Taggarna är normalt raka eller något böjda, mycket kraftiga och hos en del arter är de fem centimeter långa eller längre. Antingen ligger dessa mot växtkroppen eller står rakt ut från plantan. Taggarnas färg skiftar från mörkt röda till ljust gulvita. Blommorna är sällan mer än 6,3 cm i diameter, gula eller ibland rosa till rödaktiga. Frukten är fjällig, ullig och ofta mycket färgstark. De kan bli l,8 meter höga och l meter i diameter, men sådana exemplar kan vara hundra år gamla eller äldre.

## Förekomst
Detta släkte hör hemma i de sydvästra delarna av USA, lika väl som i norra och centrala Mexiko. De växer på sandiga, klippiga bergssluttningar på mycket varma och torra ställen.

## Odling
Igelkottskaktus är lätta att odla, och kräver en jordblandning med mera sand än de andra i samma släkte. Dessa växer bra i en blandning av ungefär lika delar grov sand och humus. De kräver normal vattning från vår till höst, men inget vatten under vintern då en minimitemperatur på 5 °C är tillräcklig och bör då hållas helt torra. Unga plantor trivs inte i direkt solljus.

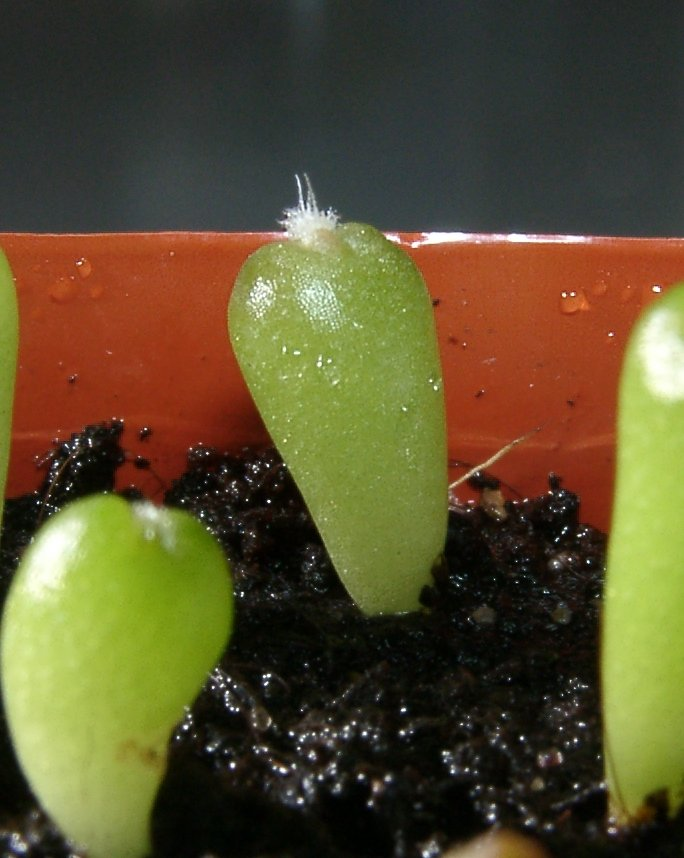
Första areolen, 16 dagar gammal.
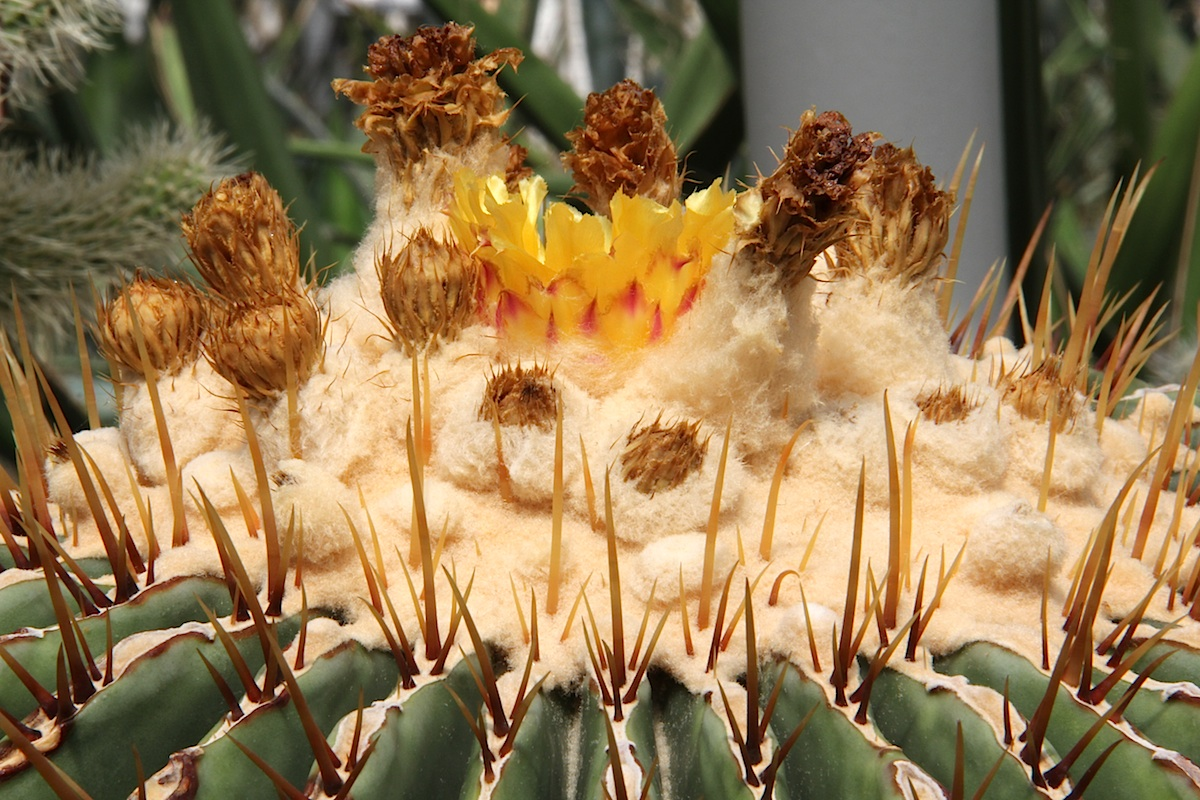
Flower